# Sporisorium panici-leucophaei
Sporisorium panici-leucophaei är en svampart som först beskrevs av Julius Oscar Brefeld, och fick sitt nu gällande namn av M. Piepenbr. 1999. Sporisorium panici-leucophaei ingår i släktet Sporisorium och familjen Ustilaginaceae.   Inga underarter finns listade i Catalogue of Life.